# Turismo sostenible

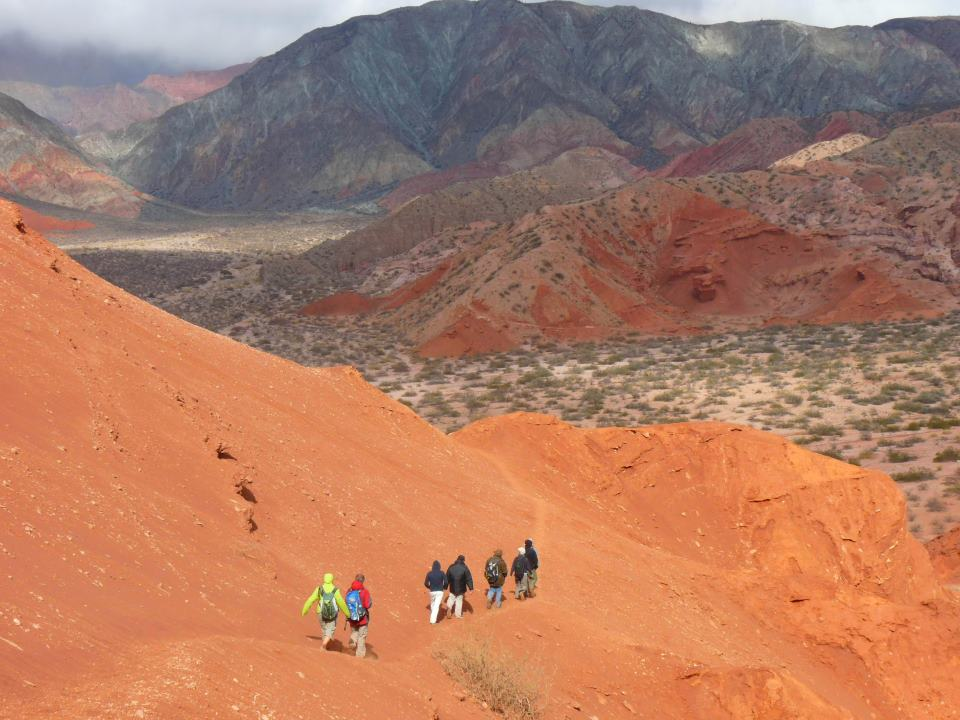

El turismo sostenible o turismo sustentable es aquel que sigue los principios de sostenibilidad, minimizando el impacto sobre el medio ambiente y la cultura local, al tiempo que contribuye a generar ingresos y empleo para la población local.

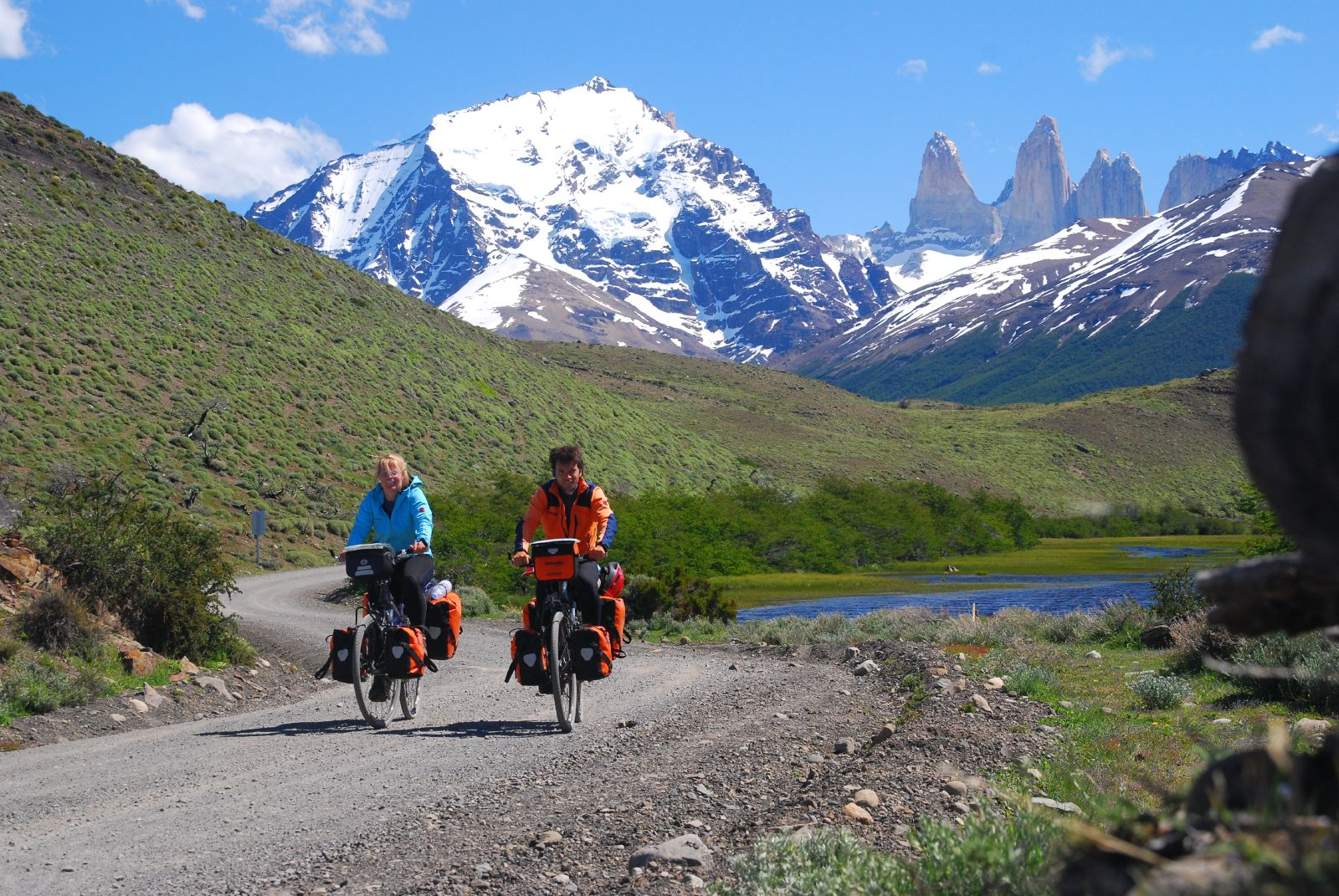
¿Cuál es la cantidad máxima de turistas que soportan la Torres del Paine?

La Organización Mundial del Turismo (OMT) define turismo sostenible como:

El turismo que tiene plenamente en cuenta las repercusiones actuales y futuras, económicas, sociales y medioambientales para satisfacer las necesidades de los visitantes, de la industria, del entorno y de las comunidades anfitrionas.

## Nacimiento del turismo sostenible
Los orígenes del turismo sostenible se remontan a la década de los 90, cuando la creciente preocupación por los efectos socioeconómicos y ambientales del turismo masivo impulsó a organismos internacionales como el Consejo de Europa y la ONU a promover prácticas más respetuosas con el entorno. Factores como la toma de conciencia sobre el deterioro ambiental como consecuencia de las actividades turísticas, la precariedad laboral en destinos turísticos, el impacto sobre la sociedad anfitriona y la creciente competitividad ante los elevados estándares de calidad exigidos por los visitantes impulsaron la búsqueda de alternativas más sostenibles, y el compromiso institucional lo consolidó como una tendencia global.
Entre los motivos por los que nace el turismo sostenible se pueden mencionar:
- Un incremento en la concienciación sobre los temas ambientales.
- El mercado turístico comienza a darse cuenta del impacto que se ocasiona con las actividades turísticas.
- Los visitantes exigen mayores estándares de calidad de los productos y servicios que reciben, lo que ocasiona una mayor competitividad entre los ofertantes para cumplir con estos estándares.
- Los grupos ambientalistas ejercen presión sobre la opinión pública en relación con los efectos de las actividades turísticas sobre el medio ambiente.

Existen diversos estudios que describen la demanda de turismo sostenible, entre los que se puede mencionar:
1. Un estudio de 2012 realizado por TripAdvisor indicó que el 71% de los encuestados dijeron que iban a tomar decisiones favorables al medio ambiente este año.
2. Otro estudio de 2012 encontró que casi la mitad de los consumidores mundiales están dispuestos a pagar más por productos de empresas que demuestran un compromiso con la Responsabilidad Social (Nielson, 2012).
3. Un estudio de 2011 realizado por Kuoni encontró que el 22% de los encuestados dijo que la sostenibilidad es uno de los tres principales factores que influyen en la reserva de vacaciones.
De igual manera, fueron surgiendo diversos sucesos que dieron pie a la complementación y surgimiento del turismo sostenible.
Tabla1.- Importantes acontecimientos alrededor del turismo sostenible
| AÑO  | ACONTECIMIENTO |
| ---- | --- |
| 1978 | La OMT estableció un Comité Ambiental. |
| 1981 | Primera reunión del Comité Ambiental en Madrid. |
| 1992 | La Conferencia de las Naciones Unidas sobre el Medio Ambiente y el Desarrollo, celebrada en Río de Janeiro en 1992, sentó las bases para un enfoque más sostenible en diversos sectores, incluido el turismo. |
| 1994 | El Consejo de Europa adopta recomendaciones a nivel internacional, nacional, regional y local para la consecución de una industria turística más consciente de su impacto. |
| 1995 | El Programa de Naciones Unidas por el Medio Ambiente (PNUMA) estableció las directrices generales para un turismo respetuoso con los recursos naturales en la "Guía para un turismo ambientalmente responsable". |
| 1995 | En abril se celebra la Conferencia Mundial del Turismo Sostenible en la Isla Canaria de Lanzarote, donde se adoptó la "Carta Mundial del Turismo Sostenible", siendo este el principal texto sobre lo que debe ser la sostenibilidad turística. |
| 1996 | La OMT, el Consejo Mundial de Viajes y Turismo (WTTC por sus siglas en inglés) y el Consejo de la Tierra adoptaron la declaratoria titulada "Agenda 21 para la Industria Turística: Hacia un Desarrollo Sostenible". |
| 1996 | En octubre se llevó a cabo el Seminario sobre el desarrollo sostenible del turismo en la región del Este de África, en las Islas de Seychelles, en el que se adoptaron recomendaciones sobre la sostenibilidad turística de esa región. |
| 1997 | En febrero, en Malé, Islas Maldivas, los ministros de Turismo de la zona de Asia y el Pacífico se reunieron en un encuentro sobre turismo y medio ambiente, identificando los requisitos fundamentales para el turismo sostenible, entre los que se incluyen: la ética en el turismo, la reducción en el consumo y en el gasto, la conservación de la diversidad cultural, social y natural, la integración de la planificación turística, la promoción de la economía local y la participación de la comunidad, el desarrollo de un marketing responsable así como el factor relevante del sector privado. |
| 1997 | Del 6 al 8 de marzo de 1997 se celebró en Berlín la “Conferencia Internacional de Ministros de Medio Ambiente sobre la Diversidad Biológica y Turismo”. Aprobándose la “Declaración de Berlín sobre Diversidad Biológica y Turismo”. |
| 1997 | El 22 de mayo se firmó la “Declaración de Manila sobre el Impacto Social del Turismo”. |
| 1997 | En junio de 1997 la Sesión Especial de la Asamblea General de Naciones Unidas se convirtió en un hito importante en el desarrollo del turismo sostenible. La declaración final indicaba los problemas del turismo sostenible y llamaba a la Comisión de Desarrollo Sostenible (CDS) a establecer un programa de trabajo sobre este tema en su sesión de 1999. |
| 1997 | La UNESCO impulsa la creación del Instituto de Turismo Responsable (RTI por su siglas en inglés) con el objetivo de aplicar los resultados de la Carta Mundial de Turismo Sostenible. |
| 1998 | El Instituto de Turismo Responsable (RTI) crea el Sistema de Turismo Responsable para la aplicación y el seguimiento de criterios de sostenibilidad y lucha contra el cambio climático aplicados al turismo. |
| 2017 | La Asamblea General de las Naciones Unidas proclamó 2017 como el Año Internacional del Turismo Sostenible para el Desarrollo, destacando el papel del turismo en el crecimiento económico inclusivo, la preservación cultural y la protección ambiental. |

## El turismo sostenible como estrategia de desarrollo
Según la OMT, los principios que definen el turismo sostenible son:
- Los recursos naturales y culturales se conservan para su uso continuado en el futuro, al tiempo que reportan beneficios;
- El desarrollo turístico se planifica y gestiona de forma que no cause serios problemas ambientales o socioculturales;
- La calidad ambiental se mantiene y mejora;
- Se procura mantener un elevado nivel de satisfacción de los visitantes y el destino retiene su prestigio y potencial comercial; y
- Los beneficios del turismo se reparten ampliamente entre toda la sociedad.

Estas características hacen que el turismo sostenible sea una herramienta estratégica en el desarrollo económico local y nacional. Por un lado, el turismo supone una gran oportunidad en algunas zonas urbanas y rurales, en las que no existen otras alternativas de actividad económica. A su vez, como parte del sector servicios, ofrece más oportunidades para el surgimiento de empresas locales (hay que tener en cuenta que incluso en los países más desarrollados, este sector está compuesto principalmente por PYME). Y a pesar de ser un sector que requiere de fuertes inversiones en infraestructura y equipamientos, también utiliza mano de obra de forma intensiva por lo que ofrece numerosas oportunidades de trabajo y negocio, indistintamente para hombres, mujeres y jóvenes.
Esta tendencia del turismo denominada turismo sostenible es también respaldada por la UNESCO, quien argumenta que "El desarrollo del turismo sostenible debe ser ecológicamente sostenible a largo plazo, económicamente viable, así como éticamente y socialmente equitativo" (BRESCE, 2009).

## Impacto del turismo internacional
En las últimas cinco décadas, el turismo internacional ha pasado de desplazar 25 a casi 700 millones de viajeros al año a lugares cada vez más remotos gracias al desarrollo de los medios de transporte. Un fenómeno de tal magnitud y con una expansión tan rápida no podía por menos que generar impacto allá donde se ha establecido.
Generalmente, este impacto se clasifica en tres categorías: económico, medioambiental y sociocultural.

## Impacto económico
El turismo se ha presentado tradicionalmente como un motor del desarrollo económico, capaz de generar empleo, modernizar infraestructuras, impulsar otras actividades productivas, revalorizar recursos autóctonos y contribuir al equilibrio de la balanza de pagos. Sin embargo, desde la década de 1970 diversos estudios han señalado que esta actividad también puede generar costes económicos significativos para las sociedades receptoras.
Entre los beneficios, el turismo puede generar empleo, aunque con frecuencia este es de carácter estacional y poco cualificado, compitiendo con la mano de obra migrante y presentando una marcada inestabilidad debido a la alternancia entre temporadas altas y bajas. Asimismo, la modernización de infraestructuras suele responder a las prioridades turísticas, no siempre en consonancia con un desarrollo endógeno equilibrado.
En cuanto a los efectos negativos, el aumento de la demanda sobre la tierra, el agua y los alimentos puede provocar procesos inflacionarios que encarezcan el coste de vida y dificulten el acceso a la vivienda, así como desplazar actividades productivas tradicionales como la agricultura o la ganadería. Además, gran parte de los ingresos generados por el turismo en países receptores puede terminar beneficiando a empresas extranjeras, como aerolíneas, cadenas hoteleras o touroperadores.
El investigador Ernest Cañada, de Sodepau-ACASC, cita como ejemplos las Antillas y Hawái en las décadas de 1960 y 1970, donde el crecimiento turístico implicó la sustitución de tierras agrícolas por urbanizaciones, la reducción de la soberanía alimentaria y la privatización de amplias zonas costeras. En Hawái, más del 70 % de sus costas pasaron a manos privadas, mientras que pequeñas empresas turísticas locales fueron reemplazadas por multinacionales con mayor capacidad de competencia.
En algunos destinos que han apostado por el turismo como principal motor económico se han observado problemáticas similares a las economías de monocultivo: alta dependencia de precios internacionales, vulnerabilidad ante fluctuaciones del mercado y escasa diversificación productiva.

### Principales impactos económicos negativos
De acuerdo con Sancho (2009) y Maldonado (2006), entre los principales impactos se encuentran:
- Coste de oportunidad: asignación de recursos naturales al turismo en detrimento de otros posibles usos más provechosos.
- Fluctuaciones de la demanda turística: caídas de la demanda afectan gravemente a economías dependientes del sector.
- Inflación: el mayor poder adquisitivo del turista eleva los precios de productos y servicios, generando fenómenos de turistificación, con efectos como encarecimiento de la vivienda, aumento de precios de productos básicos y desplazamiento de comercios tradicionales.
- Especulación inmobiliaria: encarecimiento del suelo por la demanda turística de terrenos y bienes raíces.
- Pérdida de beneficios potenciales: especialmente en países en desarrollo, donde gran parte de las ganancias se destinan a inversores extranjeros.
- Distorsión de las actividades económicas locales: migración de la mano de obra hacia empleos turísticos en detrimento de sectores tradicionales.
- Conflictos de uso de recursos: competencia entre residentes y turistas por recursos naturales y servicios públicos.

## Impactos ambientales
Curiosamente, uno de los factores que favorece la aparición del turismo en una zona, el paisaje, suele mostrarse especialmente frágil con su desarrollo. Ya hemos visto cómo la llegada de turistas tiende a cambiar el uso de los recursos naturales. Pero, más allá de ello, muchas veces se tiende a sobreexplotarlos.
El turismo de masas se ha mostrado especialmente violento con el medio ambiente: urbanización de zonas naturales o no integrada en el paisaje, sobreutilización del recurso del agua, problemas relacionados con el tratamiento de las basuras, contaminación del agua por los residuos líquidos, destrucción de monumentos históricos, contaminación del aire por el uso de vehículos y calefacción, cambios en el paisaje para favorecer actividades de ocio como el golf o el esquí, etc. Estos procesos son más incisivos en los países del Sur, donde las normativas medio ambientales suelen ser más laxas para favorecer a la industria turística y los recursos naturales son presa fácil de la especulación. Como ejemplo se puede señalar la crisis ecológica que está padeciendo la costa de Quintana Roo, en México, a causa del desmedido desarrollo de centros turísticos como Cancún o Cozumel.
Pero no solo el turismo de masas incide sobre el medio ambiente. Formas de turismo alternativo también pueden hacer un uso no sostenible de los recursos. Bajo el concepto “turismo alternativo” se agrupan diversas formas de turismo que, a veces, buscan un desarrollo sostenible de la actividad, pero en otras ocasiones únicamente expresan la contraposición al turismo de masas. No obstante, aunque sea solo porque se trata de turismo a pequeña escala, las formas alternativas de turismo suelen conllevar mucha menos alteración a nivel territorial.
Por el contrario, cuando el paisaje es el principal valor turístico, puede ocurrir que las instituciones públicas lleguen a establecer normas conservacionistas extremas, hasta el punto de impedir el desarrollo normal de actividades tradicionales y sin entender que el ser humano tiene también un papel en el ecosistema.
Según la Procuraduría de Protección al Ambiente (PROFEPA) los principales impactos ambientales negativos generados por el desarrollo de la infraestructura turística en las costas de México son los que se mencionan a continuación (Anónimo, 2012):
- Modificación y destrucción del hábitat de flora y fauna terrestre y acuática.
- Cambios de uso de suelo forestal.
- Generación de residuos peligrosos.
- Contaminación de suelos y cuerpos de agua por emisiones líquidas (descargas de aguas residuales, aceites, lubricantes e hidrocarburos).
- Introducción de especies exóticas.
- Emisión de ruidos y vibraciones por el empleo de maquinaria pesada.
- Alteración de dunas costeras.
- Obstrucción de cuerpos de agua superficiales y subterráneos.
- Remoción de vegetación de manglar por la apertura de caminos, zonas de tiro, bancos de explotación e instalación de campamentos y oficinas.

Desde el punto de vista patrimonial, el desarrollo turístico ha generado:
- Ocupación ilegal de la zona federal marítimo terrestre (ZOFEMAT) y los terrenos ganados al mar (TGM), tanto por nacionales como por extranjeros.
- Incumplimiento de lo establecido en los instrumentos que amparan el uso, goce o aprovechamiento de la ZOFEMAT y los TGM.
- Propiedades que, por la falta de acceso, convierten a las playas públicas en privadas.

## Impactos socioculturales
En ocasiones se ha señalado que el turismo puede tener beneficios positivos al permitir la interrelación entre culturas diferentes. No obstante, los impactos socioculturales detectados suelen ser negativos para la sociedad anfitriona. Uno de los aspectos más destacados es la tendencia a acelerar cambios culturales que despojan de su significado a los elementos culturales para dejarlos sólo en lo epifenoménico, lo “visible”, que es tratado como una mercancía más. En Kenia, uno de los países africanos más turísticos, es común que etnias autóctonas representen danzas y rituales como atracción para los turistas fuera de su contexto cultural. La artesanía es un ámbito en el que estos procesos se dan con asiduidad: además de cambiar de finalidad (de bien de uso a mercancía), los modelos artesanales se homogeneizan según los supuestos gustos occidentales.
El desarrollo del turismo puede influir sobre la estructura de las sociedades anfitrionas, generando o incrementando la diferenciación social. Y es que los beneficios que se quedan en la zona de destino no se suelen repartir uniformemente, sino que tienden a ser monopolizados por un sector minoritario de la población. En el caso cubano, por ejemplo, si bien las empresas turísticas son mixtas (estado cubano-capital extranjero), los trabajadores que tienen contacto con los turistas (camareros, guías, etc.) suelen recibir, en propinas, varias veces el sueldo medio del país, lo que les ha convertido en un grupo social diferenciado y envidiado.
Según Sancho (2009) y Maldonado (2006), entre los principales impactos ocasionados por el turismo podemos encontrar los siguientes:
- Deterioro de sitios históricos y monumentos arqueológicos.
- La ocupación de los puestos de trabajo más cualificados por trabajadores extranjeros.
- Una nueva forma de colonialismo: debido a que se depende completamente del capital extranjero.
- Aculturación: cambios en los valores, comportamientos y patrones de consumo con el fin de imitar a los residentes de la sociedad anfitriona.
- Mercantilización de las tradiciones.
- Choques culturales.
- Aparición de guetos.
- Aumento de la criminalidad.
- Prostitución.

## La capacidad de carga como indicador
En la aplicación del modelo de turismo sostenible se utiliza frecuentemente el concepto de capacidad de carga, que implica que los lugares turísticos poseen ciertos límites en el volumen y la intensidad que puede soportar una zona geográfica determinada, sin que provoque daños irreparables.
Se define como el máximo aprovechamiento que se puede realizar de los recursos económicos, sociales, culturales y naturales de la zona de destino sin reducir la satisfacción de los visitantes y sin generar impactos negativos en la sociedad anfitriona o en el medio ambiente.
En todo caso, y siguiendo su definición, el turismo sostenible lo ha de ser en las tres categorías en que se clasificaban los impactos del turismo: debe ser sostenible económica, social y medioambientalmente. En las últimas reuniones celebradas en Bolonia durante el mes de abril de 2008, donde se fundó la Red Europea de Turismo Responsable, se habló igualmente de dar una mayor importancia al aspecto cultural tratando de sacarlo del gran ítem social.
El turismo sostenible no hace referencia a ninguna forma de turismo específica, aunque parece que el turismo tradicional tiene más dificultad en alcanzar la sostenibilidad que otras formas de turismo más alternativo.

## El modelo de turismo sostenible

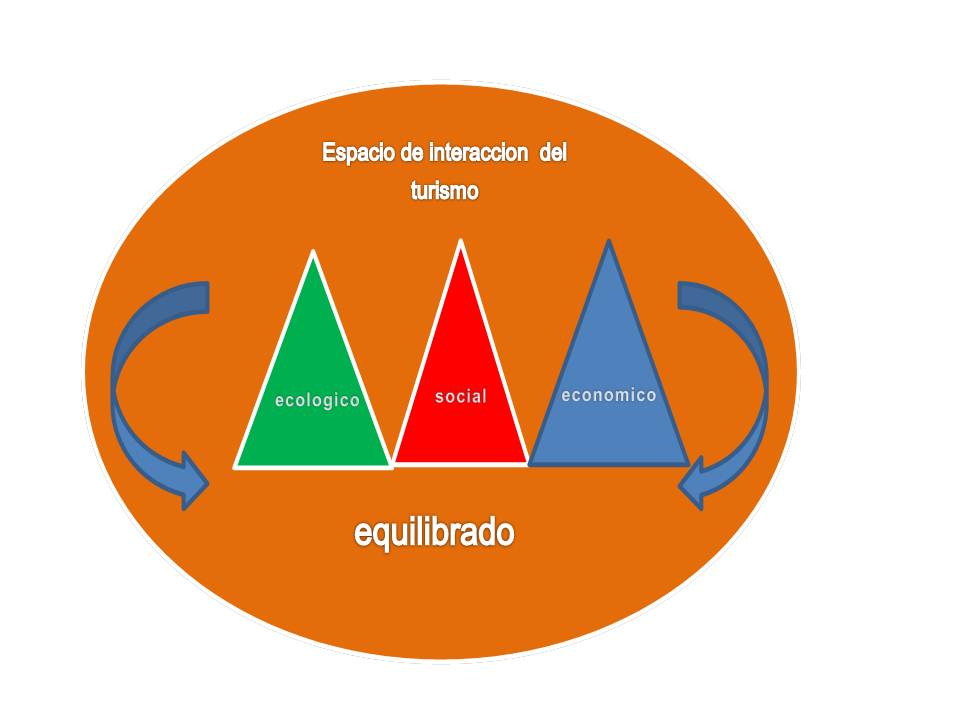
Los tres pilares del turismo sostenible.

Este modelo entra al plano turístico como una alternativa para contrarrestar de cierto modo los efectos deteriorantes del turismo masivo, predominante a nivel global. El modelo de turismo sustentable ha ido adquiriendo mayor importancia con el paso del tiempo, esto debido a la creciente preocupación a nivel mundial por generar un desarrollo sustentable que permita a las futuras generaciones el disfrute de recursos similares a los que actualmente aprovechamos. El mundo actual se rige mayoritariamente por un sistema capitalista globalizado. El turismo como una de las mayores industrias a nivel mundial forma parte de este sistema, y es por eso que la mayoría de las nuevas modalidades propuestas para el turismo van enfocadas al desarrollo económicamente sustentable. Como ejemplo podemos tomar a Hassan, quien propone el modelo de turismo sustentable como una forma de aumentar la competitividad de los destinos en el mercado. En general, el modelo de turismo sustentable conlleva la coordinación de los tres pilares de la sustentabilidad (economía, ecosistema y sociedad), la creciente “sensibilización” del turista en aspectos ecológicos y sociales, y el mayor empoderamiento de la actividad por parte de las sociedades receptoras. Los tipos de turismo mayormente referenciados como sustentables son: el ecoturismo, el turismo solidario y el turismo comunitario. Sin embargo, cabe recalcar que la sustentabilidad se puede aplicar en distintos niveles para diferentes tipos de turismo.
Un ejemplo lo ofrece el volcán Mombacho, en Nicaragua. En lo que hace pocos años eran tierras de una cooperativa campesina, nacida en tiempos de la Revolución Sandinista, una empresa privada ha instalado un exitoso servicio de canopy tour. Se trata de un paseo por las copas de los árboles, deslizándose en tirolinas, que permite admirar el paisaje desde una perspectiva poco habitual. El problema es que los campesinos, antiguos propietarios de aquellas tierras, se vieron obligados a malvenderlas, ahogados por la falta de créditos y apoyo a la economía campesina, y acabaron desplazados de sus antiguas propiedades. En la gestión del servicio turístico estos campesinos únicamente participan, en el mejor de los casos, como empleados, sin participar realmente en los sustanciales beneficios económicos generados por esta actividad.
Un mismo modelo de turismo no tiene efectos similares sobre sociedades diferentes. Su impacto varía dependiendo el contexto de la sociedad anfitriona, así como de sus características endógenas sociales, políticas y económicas. En la Isla de Taquile, situada en el Lago Titicaca, desde la década de 1970 se desarrolla un modelo de turismo que combina la iniciativa privada con la gestión comunal de manera exitosa y sostenible. Sin embargo, el intento de aplicación de ese modelo por parte de otras comunidades vecinas, con condiciones sociales y demográficas diferentes, se convirtió en fuente de conflictos.
Se puede decir que no existe un modelo de turismo sostenible aplicable universalmente ya que, como queda dicho, el impacto del turismo varía dependiendo de las características de la sociedad anfitriona y de su contexto. En cambio, sí hay modelos de desarrollo turístico que, sean cuales sean las características sociales, económicas y medioambientales de la zona de destino, siempre son insostenibles: el turismo de masas, el turismo sexual, turismo de fiesta y borrachera, entre otros.
Las tendencias del turismo sustentable o sostenible pueden resumirse en los siguientes temas: preferencia por viajes con el menor impacto ambiental, elegir los destinos sobre la base de sus atractivos naturales promoviendo su conservación, preferencia por hoteles que cuenten con certificaciones ambientales, interés sobresaliente en la cultura y la sociedad del lugar que se visita y disposición de pagar un precio elevado si este constituye un mayor beneficio para la comunidad local.

## Principios
Ante esta situación, el turismo responsable no aparece como un tipo o modelo de turismo específico, sino como un movimiento:
- que busca establecer modelos de desarrollo turístico sostenibles y específicos para cada zona de destino, para lo que se han de tener en cuenta sus variables sociales, económicas y medioambientales;
- que denuncia los impactos negativos que el turismo conlleva o puede conllevar en las sociedades anfitrionas, así como la imagen distorsionada que los visitantes pueden hacerse de la realidad que han ido a conocer;
- que valora y reclama la responsabilidad de turistas, tour-operadores, anfitriones e instituciones públicas a la hora de favorecer modelos turísticos sostenibles.[7]

Desde esta forma de entender el turismo responsable, el problema no consiste, solamente, en considerar que el turismo pueda ser un motor de desarrollo al que hay que ponerle algunos mecanismos correctores ante los riesgos que entraña.
Para Jordi Gascón, miembro de la Xarxa de Consum Solidari, se trata de una cuestión de perspectiva previa: el turismo, como cualquier otro nuevo recurso que genera beneficios, se convierte en un espacio de confrontación social. Un recurso en el que los distintos sectores sociales implicados no necesariamente tienen los mismos intereses, sino que muchas veces, al contrario, tienen posiciones claramente opuestas.
De esta forma, a pesar de que el turismo internacional en los países del Sur generalmente supone un aumento de los problemas para la mayor parte de la población, también puede implicar un potencial de desarrollo de sectores marginados de esas mismas zonas.
Existe, además, un sistema de indicadores de sustentabilidad para el turismo, el cual se compone de cuatro grandes temas:
-Medio ambiente
-Entorno Socioeconómico
-Turismo
-Desarrollo urbano
Una vez aplicado dicho sistema, es posible obtener un diagnóstico para realizar una correcta planeación que permita tomar acciones adecuadas para desarrollar el turismo en condiciones sustentables.

## Principios básicos de sostenibilidad
Toda actividad turística que realmente pretenda definirse como sostenible debe considerar los siguientes aspectos:
- Uso adecuado de la naturaleza
- Respeto por la diversidad sociocultural
- Asegurar prácticas empresariales adecuadas

Farrell, B. H. y Twining-Ward, L. (2004) coinciden en que, para lograr una transición hacia un turismo sostenible, es necesario que las personas involucradas en esta temática comprendan que los sistemas sociales y naturales bajo los cuales se desenvuelve la actividad turística no son lineales, sino complejos y fuertemente integrados. Para lograrlo es deseable realizar una aproximación transdisciplinar o por lo menos interdisciplinar.
¿Por qué es necesario tener en cuenta la sostenibilidad en el turismo? Según algunos investigadores, los pilares que sostienen esta actividad son el entorno (natural, histórico, artístico, social...) y el factor humano, ambos interdependientes. La explotación turística está provocando la destrucción del hábitat de patrimonio social, económico, natural y cultural. Por ello se trabaja en este sentido a nivel mundial con el fin de encontrar un equilibrio entre la explotación turística, el factor humano y nuestro entorno. Para alcanzar todo esto es necesario tener en cuenta los derechos que nos definen como personas por una parte, y por la otra, las obligaciones que tenemos como habitantes de la Tierra. Así, diferentes organizaciones gubernamentales como la UNESCO o la ONU tienen en cuenta los factores del ecoturismo, incluyéndolos entre sus políticas de sostenibilidad. Existiendo además la Carta de turismo sostenible de 1995.

## Los ejes del turismo sostenible
Todo turismo que busca ser sostenible debe basarse en estos ejes:

### Eje ambiental
Busca el respeto a los ecosistemas e implica la compatibilidad entre las actividades sociales y económicas, así como la preservación de la biodiversidad. Señala la necesidad de modificar las pautas de consumo para:
- Revertir el deterioro ambiental y mantener la base material del desarrollo.
- Impulsar una mejor comprensión de la importancia de la diversidad de los ecosistemas.
- Aplicar medidas localmente adaptadas a problemas ambientales.
- Mejorar el monitoreo del impacto ambiental producido por las actividades productivas.
- Respetar las pautas socioculturales propias, sobre todo de los pueblos indígenas.
- Asumir un enfoque de género en el desarrollo de los proyectos.

### Eje social
Establece que deben satisfacerse las necesidades de la sociedad como educación, salud, alimentación, vestido, vivienda, servicios públicos, seguridad y trabajo, valores sustentables para una ética global. El concepto de desarrollo sustentable requiere, como condición, darle una gran importancia a las dimensiones asociadas a la calidad de vida, tales como el acceso a la educación, empleo, salud, seguridad social, vivienda en espacios libres de riesgos con servicios, infraestructura y equipamiento. Así como a valores como:
- Justicia social.
- Equidad económica y de género.
- Igualdad racial, étnica y religiosa.
- Libertad política e ideológica.
- Democracia.
- Seguridad.
- Respeto a los derechos humanos.
- Calidad del ambiente.

### Eje económico
El turismo sostenible pretende una distribución equitativa de los recursos obtenidos del turismo. Así, se considera la derrama de recursos económicos en la economía local, el consumo y adquisición de productos locales, el apoyo a iniciativas comunitarias, y el desarrollo de proyectos democráticos y participativos.

## Gobierno y ciudadanía ante el turismo sostenible
El turismo tiene evidentes connotaciones sociales, psicológicas y culturales, tanto para los turistas como para los pueblos y comunidades que los acogen, así que estos aspectos deben ser tomados en cuenta a la hora de planificar el desarrollo de un destino turístico, y se deben administrar y controlar adecuadamente. Es posible encontrar muchos ejemplos de evolución de destinos turísticos, con dinámicas muy variadas, que muestran cuán compleja puede ser la relación entre turistas y residentes y sus consecuencias para el destino.
Es, considerando esta situación, que debe hacerse una buena planificación para promover un turismo sustentable y, por lo tanto, es necesario hacer estudios de análisis económico, social y ambiental, integrados con miras al desarrollo turístico y también con miras a insertar un dinamismo sostenible con la vida tradicional y los factores ambientales de la localidad. Ante esto puede decirse que la clave de un turismo sostenible es negociar con eficacia el acercamiento cultural y natural que se hará con el objeto de tener ventajas que contribuyan al bienestar social y a aumentar el interés de los visitantes.
Los principios que la sustentabilidad y el aprovechamiento ambiental manejan se vinculan directamente con la actividad turística; así se produce una interacción de los actores de la sociedad y otros sistemas complejos como los ecosistemas, que pueden impulsar un desarrollo en las comunidades locales a partir de la puesta en marcha de un turismo armónico, vinculando elementos como educación, cultura, organización económica y el desarrollo urbano, entre otros, que permita la participación de los diversos actores de la comunidad.
Es ante esta compleja particularización de la aplicación de la sustentabilidad a las planificaciones locales que la OMT, en su función de servir de consultoría y de asistencia técnica para políticas, directrices de desarrollo, técnicas de gestión e instrumentos de medición, al servicio de gobiernos nacionales y a la industria del turismo, ha incorporado los principios de sostenibilidad en sus procesos y tomas de decisiones. Así el PNUMA ha iniciado un programa destinado a integrar la sostenibilidad medioambiental para la toma de decisiones en la industria turística. Es importante mencionar que el turismo sostenible no es una forma distinta o especial de turismo, sino que, de hecho, todas las formas de turismo deberían tender a ser más sostenibles; su posición puede ayudar a beneficiar a las comunidades locales económica y socialmente, pero que a la vez sea un apoyo para la conservación del entorno.
El ejemplo de España
El Gobierno de España parece que está apostando por un turismo sostenible donde no solo se obtenga beneficio económico sino que, ante todo, se cuide el medio. Esta preocupación ha quedado reflejada en la noticia de Europa Press de la sección de economía, publicada el 24 de marzo de 2010, que informa sobre los cincuenta proyectos innovadores en turismo que recibieron dos millones en ayudas a las AEI en 2009. En el subtítulo se podía leer: En total se presentaron 123 solicitudes, siendo Andalucía, Comunidad Valenciana y Castilla y León las más activas. Y es que está demostrado que el turismo sostenible, de naturaleza, además de preservar el medio natural, de cuidar la flora y la fauna nacional e internacional, reporta dinero, cubriendo de este modo ambos intereses. Poco a poco se está luchando por políticas medioambientales pero aún no se ha llegado a la meta.
Antes eran pocas personas las que conocían la existencia de este tipo de turismo y sin embargo en la actualidad son ya muchas las que lo practican. No obstante, aún debería aumentar este sector, aunque cabe señalar que la evolución ha sido favorable ya que no hace tanto que el turismo de naturaleza ha aparecido en las ofertas vacacionales. Por ello, esperemos que el desconocimiento se deba a la juventud del mismo y que de aquí a unos años sean cientos de personas las que viajen de forma responsable. Una buena campaña publicitaria, en la que se mostrasen todos los beneficios, sería un buen comienzo para la proliferación del mismo.
Sin embargo, la mayoría de las medidas planteadas en las diferentes propuestas políticas se quedan meramente en el papel. Existe numerosa documentación e incluso se pueden descargar estrategias y decretos regionales, así como cartas gubernamentales a nivel europeo, pero ¿qué ocurre en el día a día con el ecoturismo? Poca cosa. No existe una campaña de concienciación de la materia propiamente dicha. La mayoría de la gente vive en la ignorancia sobre el turismo sostenible y hay demasiadas actividades contaminantes que no se ha planteado dejar de hacer en pos de una meta tan importante. Visitar zonas verdes y espacios naturales está muy bien siempre y cuando se sea cuidadoso. Pero si la gente no está del todo sensibilizada, ¿por qué no se contribuye haciendo una campaña férrea? Tras el rastreo en periódicos, tanto digitales como en papel, las noticias sobre el tema son mínimas y se ven reducidas a la mera información de que la Junta va a tomar medidas de sostenibilidad turística, mas no se hace nada para que la gente se entere y empiece a tomar conciencia. Si se quiere conocer verdaderamente sobre el tema hay que rastrear los blogs, ir al grano, tomar en cuenta las opiniones de gente que sabe de lo que está hablando porque creen y practican el ecoturismo y no quedarse estancados en la falta de información que, cual halo de santidad, rodea al turismo sostenible.
La principal comunidad de turistas responsables de España se agrupa en una comunidad de viajeros nacionales e internacionales que demanda tiendas, restaurantes, alojamientos, festivales, profesionales y marcas que apuestan por la ecología y el bienestar como piedra angular de su tiempo de ocio. La comunidad contaba en agosto de 2017 con más de 250 000 seguidores activos y la guía de eventos de turismo sostenible cuenta con más de 1000 nuevas propuestas por trimestre.
La situación en América Latina
A diferencia de los países desarrollados, el turismo sostenible en América Latina debe ser entendido como una herramienta para aliviar pobreza, poner en valor el patrimonio natural y cultural, atender las particularidades de los grupos más vulnerables y ser un instrumento útil para producir un desarrollo inclusivo que priorize a las comunidades locales y favorezca el uso social de los recursos turísticos. 
La idea fuertemente ambientalista del concepto original, que tan bien se aplica a Europa o Estados Unidos, resulta una versión simplificadora en el caso de América Latina, lo que no significa perder esa dimensión, sino potenciar también la sociocultural y la económica, incluyendo también la idea de la sostenibilidad institucional. 
Una de las principales debilidades existentes en la región es la escasa participación en la toma de decisiones a escala global, lo que ha motivado que los mejores proyectos e iniciativas se generen desde el mundo de la cooperación angloparlante, basada en la idea de "sustainable tourism", más que en el turismo sostenible, lo que lleva a pensar el desarrollo turístico en América Latina sin considerar las particularidades y sin que se creen condiciones para incrementar la participación de individuos y organizaciones en esa tarea.
Existe por tanto una tarea pendiente y muy importante que es la de crear iniciativas y proyectos innovadores para que sean los propios latinoamericanos los que decidan acerca del significado de la sostenibilidad en turismo, apoyados por las líneas actuales de cooperación al desarrollo y la incipiente colaboración de la industria turística.
La Red de Certificación en Turismo Sostenible de las Américas, fundada en el año 2003 en Costa do Sauipe, Brasil, por un grupo de organizaciones de la región como Rainforest Alliance de Estados Unidos, Fundación Plan21 de Argentina, Fundación Natura de Colombia, Alianza Verde de Guatemala, Conservación y Desarrollo de Ecuador y representantes de varios países y organizaciones internacionales, fue un buen intento de fortalecer procesos regionales, que permitieron entre otras cosas crear la línea de base de indicadores de turismo sostenible, la primera de su tipo a nivel internacional. En la actualidad hay muchas organizaciones en diferentes países que trabajan para modificar los procesos de desarrollo turístico y a escala regional se ha lanzado recientemente el nuevo Instituto de Turismo Sostenible para América Latina y el Caribe, una iniciativa conjunta de Fundación Plan21 y de la Universidad para la Cooperación Internacional, organizado en cinco áreas estratégicas: formación y capacitación, investigación aplicada, incidencia política, gestión de proyectos e integración de actores y esfuerzos.